# Cisownica
Cisownica is een plaats in het Poolse district  Cieszyński, woiwodschap Silezië. De plaats maakt deel uit van de gemeente Goleszów en telt 1 600 inwoners.